# Боргата Перили (Кјети)
Боргата Перили (итал. Borgata Perilli) је насеље у Италији у округу Кјети, региону Абруцо.
Према процени из 2011. у насељу је живело 49 становника. Насеље се налази на надморској висини од 240 м.